# Acueducto de Can Cua
El acueducto de Can Cua es una infraestructura hidráulica situada en la población de Pineda de Mar, en la comarca del Maresme, en la provincia de Barcelona en Cataluña, España. Calificado como de origen romano, es bien cultural de interés nacional en la categoría de zona arqueológica.

## Origen
Los  romanos se asentaron en el Maresme a  partir del siglo II y se extendieron por toda la franja costera. Se han hallado restos de más de 200 villas romanas en toda la comarca que posibilitaban la explotación agrícola cultivando, principalmente, trigo y viñedo. Dentro del término municipal de Pineda de Mar se encuentran los restos de una villa romana en la masía de Can Roig, activa probablemente entre los siglos I y V de nuestra era. Los restos arqueológicos permiten deducir la importancia de este asentamiento, se han encontrado restos de un lacus (depósito o estanque) al que se atribuye que fuera alimentado por el acueducto que fue estudiado en 1932  por el arqueólogo Francesc Prat i Puig. Hay constancia de que en el año 1090 ya era nombrado como Archus Antiquos (Arcos antiguos en latín) lo que al parecer reafirma el origen romano del mismo.
La hipótesis de la romanidad de la infraestructura fue puesta en cuestión por Isaac Moreno Gallo, historiador e ingeniero de obras públicas y experto en infraestructuras romanas, quien afirma que ni la obra, ni el sistema de construcción del acueducto corresponden con la práctica romana, añadiendo además que la relación geográfica entre el acueducto y la villa romana en la masía de Can Roig hace muy improbable que el mismo diera servicio a dicha villa. Isaac Moreno afirma que dicha infraestructura es una antigua acequia de riego.

## Descripción
Se conservan diferentes tramos de la infraestructura hidráulica, entre ellos el arco de Can Marquès, localizado en la Font del Ferro o las cuatro arcadas Can Cua. La canalización se desarrollaba en la orilla izquierda de la riera, que iría cubierta, deshaciéndose en tres acueductos: el de Can Marquès, de unos 3,12 m.; el de Can Cua, con una longitud de 29,30 m. y 4 arcadas, y el de Can Palau de la Guitarra ya desaparecido. En total, debía tener una longitud de 3,5 km., desaparecen en dos tramos subterráneos, y llegaría hasta Can Roig, donde estaba el lacus. El material utilizado en los muros y arcadas es piedra atada con mortero muy fuerte, del mismo terreno; en las bóvedas se utilizaba piedra plana colocada radialmente. El cierre de los arcos era con trozos pizarrosos. Los ángulos del canal eran reforzados con Opus Signinum y aplanado con cal. El lacus debía tener aproximadamente 13 metros de lado; su altura se desconoce.

## Historia
El acueducto  de Can Cua se encuentra en la vertiente occidental de la colina de la Guardia, sobre la riera de Pineda y cerca de Can Cua. Se estima que su construcción data aproximadamente del siglo  III d. C.
En documentos del año 1090 d.c.  se menciona el acueducto nombrándolo "Archus Antiquos" en latín (Arcos antiguos).
Se cree que se originaba más arriba de Can Bofill y que su curso tenía tres kilómetros y medio con un desnivel de 40 metros salvando en todo el recorrido cuatro torrenteras mediante arcadas. Se cree que proveía de agua la villa romana de Can Roig donde había una balsa para regar.
Actualmente del acueducto se conservan tan sólo cuatro arcos y el comienzo de otro, que en total miden 29,30 m de longitud. Las arcadas son de medio punto sobre pilares de sección rectangular, ligeramente trapezoidal. El aparato constructivo es de piedra de color amarillento, rojizo y negro de diferentes tamaños, cortadas a martillazos. En el sector inferior de los pilares, la piedra es mayor y más regular. En las arcadas, en lugar de dovelas hay estrechos trozos de pizarra que no mantienen la forma radial respecto al centro de la arcada.
Los restos del acueducto, en estado de ruina profunda, necesitan una consolidación urgente que impida su derribo definitivo.
La construcción del acueducto se explica porque donde está ahora Can Roig, había una villa romana donde se encontraba el lacus o lavadero, desaparecido a causa de unos replanteamientos de cultivo. La villa fue derribada por un incendio durante la invasión de los bárbaros. El acueducto se encuentra en tierras de cultivo, propiedad del señor Ballester, vecino de Pineda.
En 2014 la Generalitat de Catalunya declaró el acueducto Bien Cultural de Interés Nacional y en 2021 el ayuntamiento de Pineda de Mar adquiere la finca donde se halla la infraestructura. Una  cuarta parte de la misma se encuentra incluida dentro del entorno de protección BCIN, con un alto valor cultural y arqueológico y está incluido dentro de las rutas marcadas del Parque del Montnegre Corredor  habilitándolo como centro de interpretación y de actividades culturales del municipio.